# 1936年ベルリンオリンピックのエジプト選手団
1936年ベルリンオリンピックのエジプト選手団（1936ねんベルリンオリンピックのエジプトせんしゅだん）は、1936年8月1日から8月16日にかけてドイツの首都ベルリンで開催された1936年ベルリンオリンピックのエジプト選手団、およびその競技結果。

## メダル

### 金
- en:Anwar Mesbah — ウエイトリフティング ライト級
- Khadr Sayed El-Touni — ウエイトリフティング ミドル級

### 銀
- en:Saleh Soliman — ウエイトリフティング フェザー級

### 銅
- en:Ibrahim Shams — ウエイトリフティング フェザー級
- en:Ibrahim Wasif — ウエイトリフティング ライトヘビー級